# Instytuty Rolnicze w Bydgoszczy

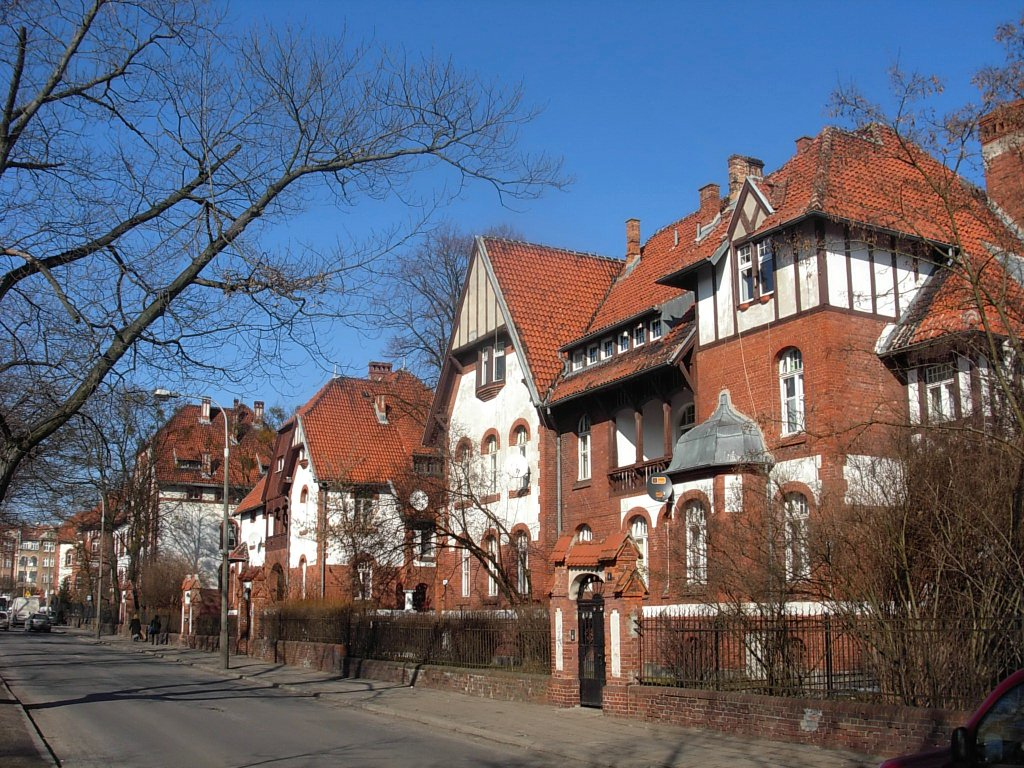
Budynki wzdłuż al. Ossolińskich

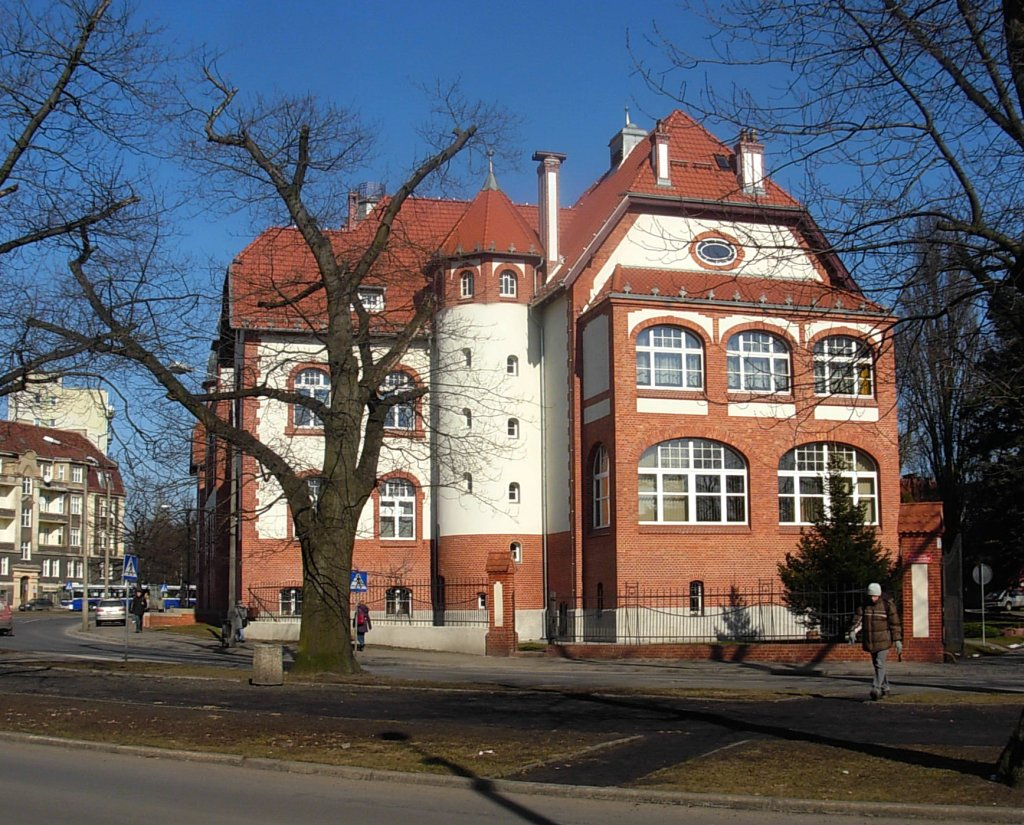
Budynek główny – widok od południa

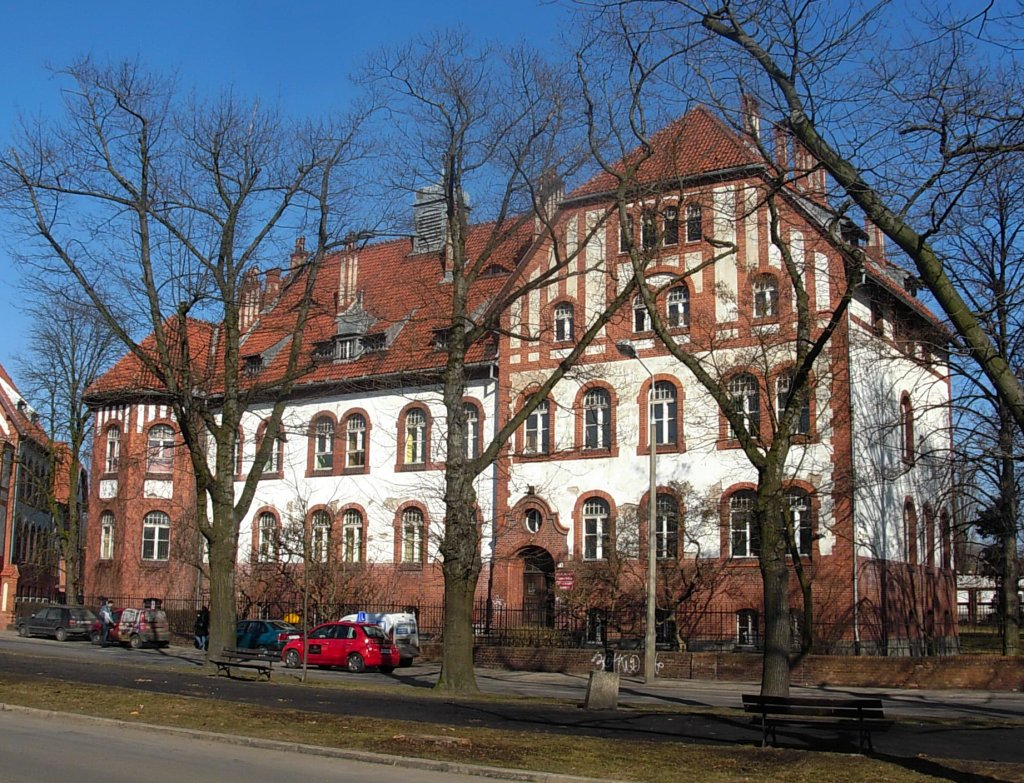
Budynek Instytutu al. Ossolińskich 12

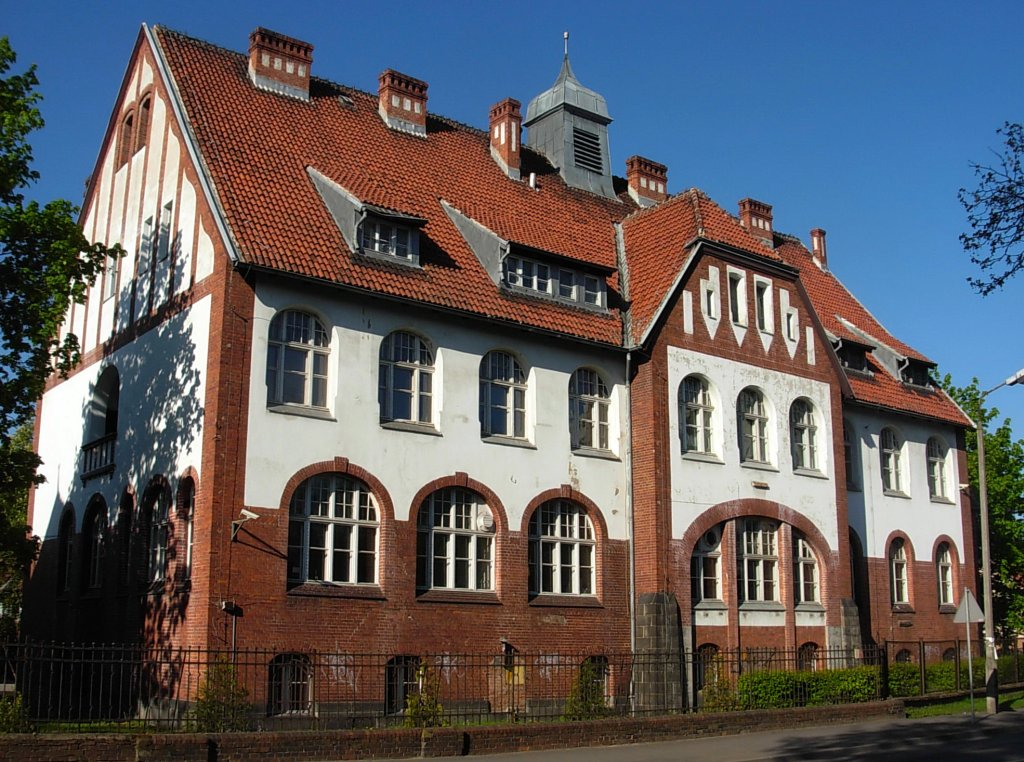
Budynek Instytutu ul. Powstańców Wlkp 2

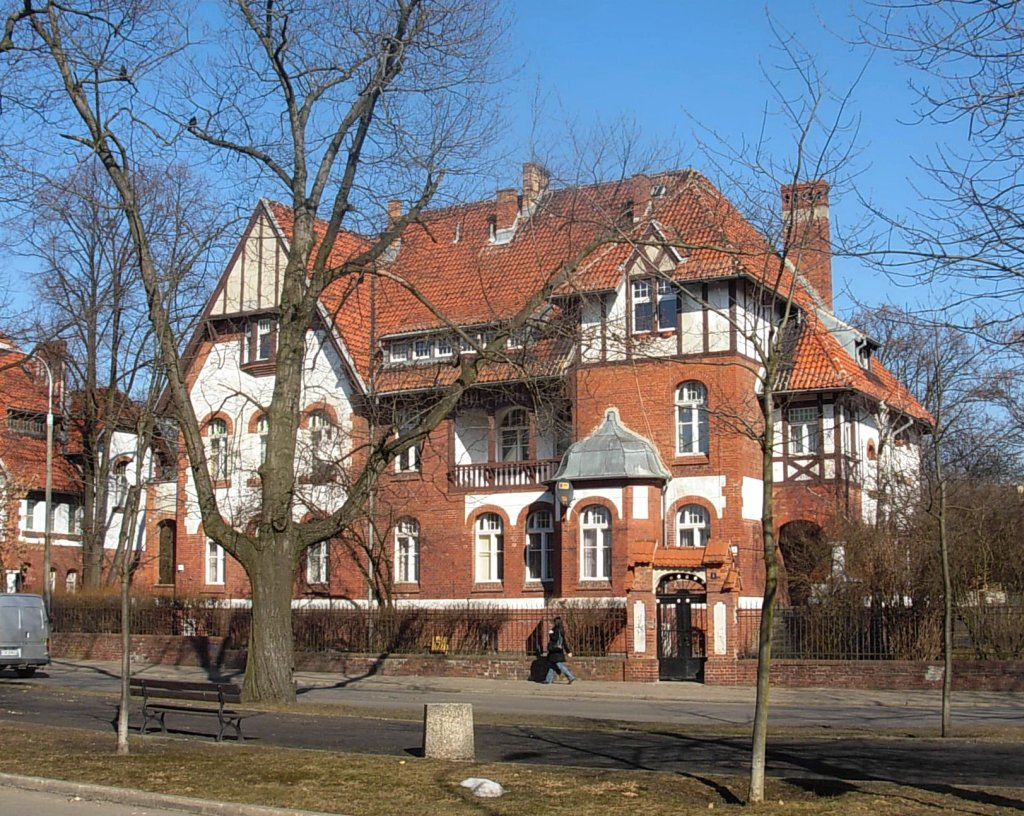
Budynek mieszkalny al. Ossolińskich 8/10

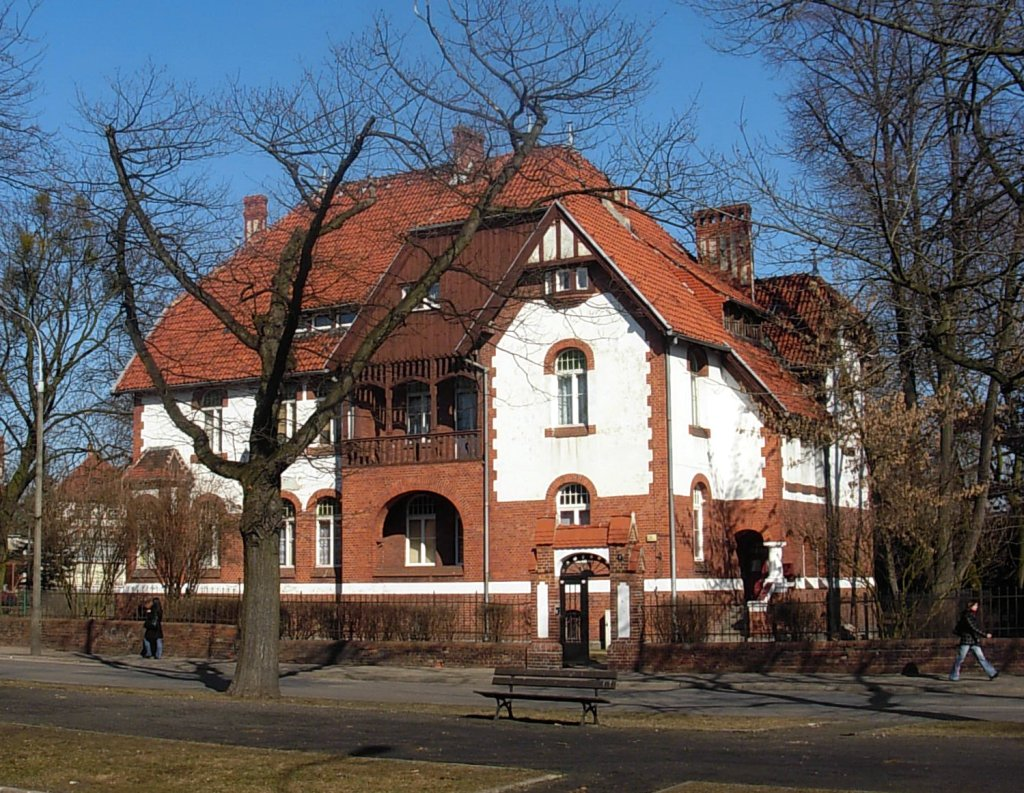
Budynek mieszkalny al. Ossolińskich 4/6

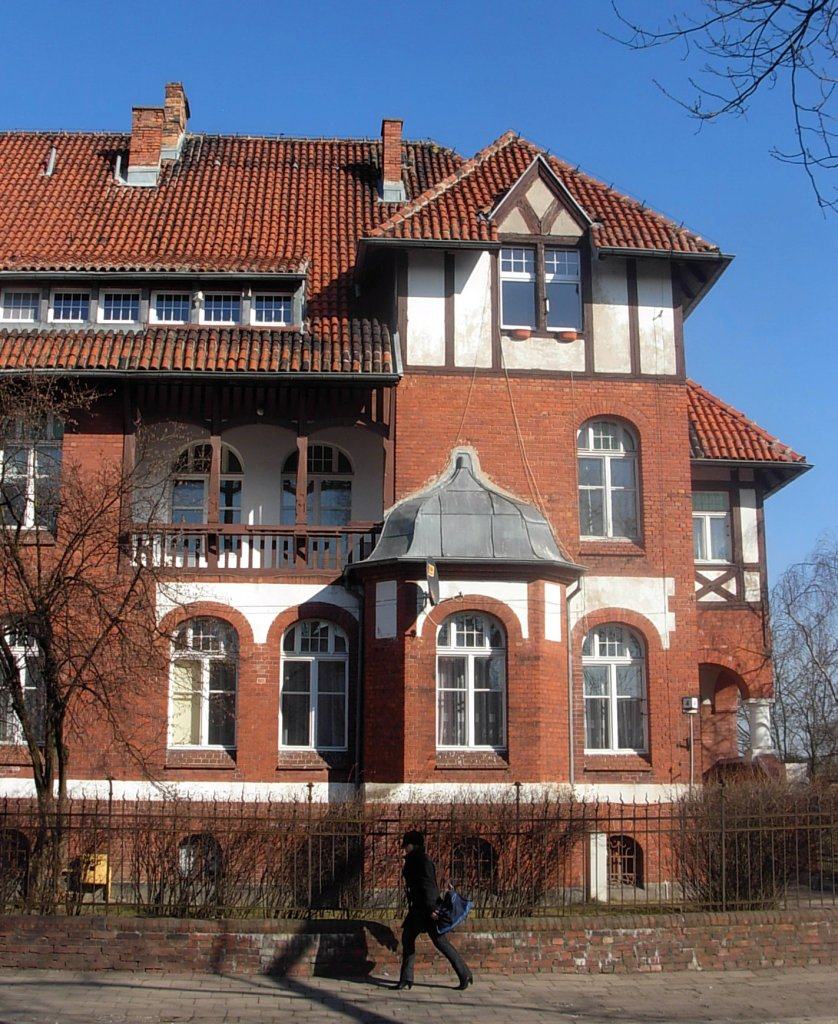
Detale

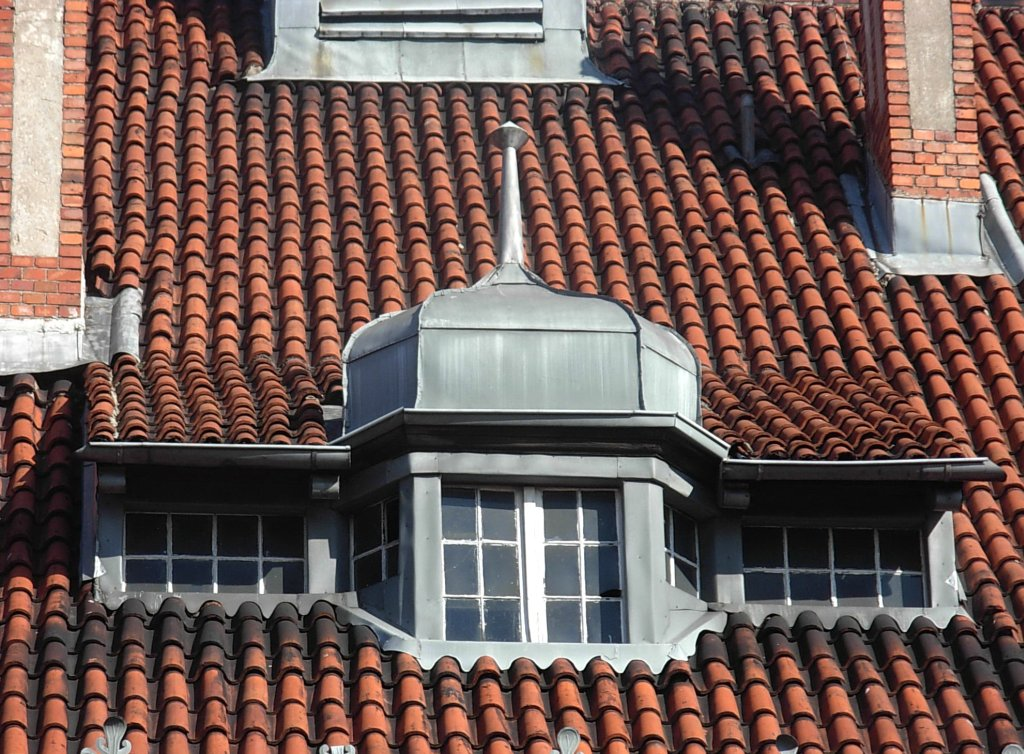
Poddasze

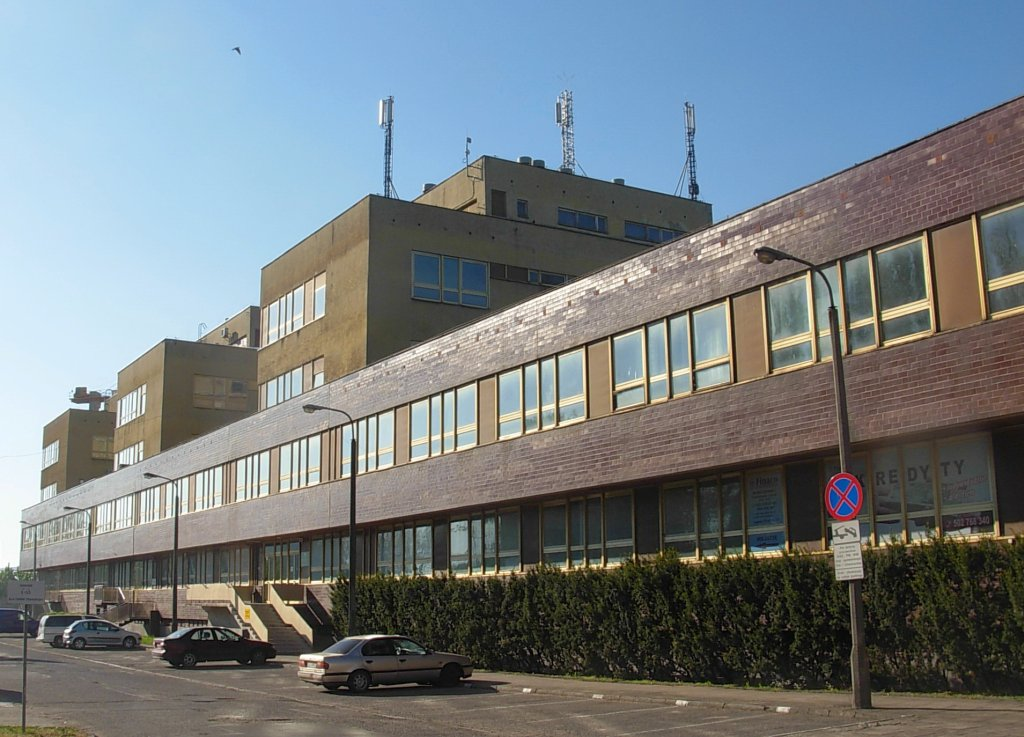
Nowe budynki Instytutów, wzniesione w latach 80. XX w., w których mieszczą się m.in. oddziały: Państwowego Instytutu Weterynaryjnego, IHAR, Wojewódzka Inspekcja Weterynaryjna

Zespół Naukowych Instytutów Rolniczych w Bydgoszczy – kompleks zabytkowych budynków administracji publicznej w Bydgoszczy, służący celom naukowym i dydaktycznym, położony w rejonie al. Ossolińskich. Jest to najstarsza placówka naukowa, powiązana ze szkolnictwem wyższym w Bydgoszczy, powstała jeszcze w pruskim okresie historii miasta.

## Położenie
Zespół budynków Instytutów Rolniczych w Bydgoszczy znajduje się we wschodniej części Śródmieścia Bydgoszczy. Zajmuje kwartał o powierzchni 7,5 ha, ograniczony od północy i zachodu placem Weyssenhoffa i wychodzącymi z niego ulicami al. Ossolińskich i ul. Powstańców Wlkp., od południa ulicą Szymanowskiego oraz terenem biblioteki UKW od wschodu. Teren zespołu podzielony został funkcjonalnie i kompozycyjnie na dwie części: zachodnią – zabudowaną budynkami Instytutu i wschodnią zajętą przez pola wegetacyjne, o powierzchni 5 ha.
W części zachodniej zaprojektowano zabudowę obrzeżną, wzdłuż ulic. Budynek główny, stanowiący dominantę zespołu, zamyka od wschodu plac Weyssenhoffa, na zamknięciu osi widokowej al. Mickiewicza. Budynek jednego z instytutów oraz dwa domy mieszkalne znajdują się po wschodniej stronie alei Ossolińskich, zaś kolejne dwa budynki stoją w południowej pierzei ul. Powstańców Wielkopolskich. W sąsiedztwie kompleksu znajduje się Bazylika św. Wincentego à Paulo w Bydgoszczy.
Ulice okalające zespół architektoniczny (al. Ossolińskich, pl. Weyssenhoffa, ul. Powstańców Wlkp.) wytyczone zostały krótko przed budową Instytutu, tworząc wraz z nim zespół urbanistyczny o dużych walorach kompozycyjnych. W głębi parceli umieszczone zostały budynki pomocnicze – inwentarskie, szklarnie i stodoła. Teren Instytutu ogrodzono od strony ulic żeliwnym ogrodzeniem na ceglanej podmurówce z bramami i furtkami. Wewnątrz zaprojektowano brukowe dojazdy do wszystkich budynków i żwirowe ścieżki piesze o swobodnej linii, biegnące wśród zieleni.

## Zabytki
W 1992 roku wpisano do rejestru zabytków następujące budynki wchodzące w skład kompleksu:
- budynek główny – plac Weyssenhoffa 11
- dom mieszkalny, al. Ossolińskich 4/6
- dom mieszkalny, al. Ossolińskich 8/10
- budynek Instytutu Agrochemii i Bakteriologii, al. Ossolińskich 12
- budynek Instytutu Buraka, ul. Powstańców Wielkopolskich 2
- dom mieszkalny, ul. Powstańców Wielkopolskich 4
- budynek administracyjny
- budynek rzeźni
- teren z drzewostanem, nr rej.: A/709 z 20 maja 1992 roku

## Historia

### Okres pruski 1906-1920
Powstanie Instytutów Rolniczych w Bydgoszczy wiąże się z wieloletnimi staraniami władz miasta o ulokowanie w mieście wyższej uczelni typu uniwersyteckiego. Pierwsze konkretne działania w tym kierunku podjęto w 1873 roku (w setną rocznicę przyłączenia Obwodu Nadnoteckiego do Prus), kiedy magistrat wystosował w tej sprawie petycję do rządu w Berlinie, jednak idea ta nie doczekała się aprobaty. Uzasadnieniem odmowy było stwierdzenie, że miasto nie posiada wystarczającej liczby absolwentów szkół średnich. Ponowne starania wznowiono w 1886 roku, używając tym razem argumentu o charakterze politycznym. W uzasadnieniu petycji podano, że kształcenie młodzieży przez odpowiedni dobór kadry nauczającej dodatnio wpłynie na proces germanizacji Bydgoszczy i okolic. Okazało się, że i ten argument nie zmienił stanowiska władz rządowych.
Kolejną petycję do rządu pruskiego władze miasta uchwaliły 26 sierpnia 1902 roku. Tym razem staraniom sprzyjał program rządowy zmierzający do szybszego gospodarczego rozwoju wschodnich ziem cesarstwa niemieckiego. W efekcie tej polityki władze pruskie podjęły decyzję utworzenia wyższych uczelni w Gdańsku i Poznaniu, natomiast w Bydgoszczy, stanowiącej centrum silnie rolniczo rozwiniętego regionu (Kujawy, Krajna, Pałuki, Ziemia chełmińska), widziały potrzebę założenia placówki naukowo-badawczej zajmującej się produkcją rolniczą, tym bardziej, że istniejące tego typu placówki na uniwersytetach w Królewcu, Wrocławiu i Berlinie były zbyt daleko, aby prowadzić działalność badawczą i doradztwo w specyficznych warunkach rozwoju rolnictwa Poznańskiego i Pomorza. Program naukowy tej placówki skonsultowano z podobnym Instytutem działającym w Berlinie.
W październiku 1902 roku rząd pruski (Ministerstwo Rolnictwa, Dóbr Państwowych i Lasów) podjął ostatecznie decyzję o utworzeniu w Bydgoszczy instytutów badawczych dla celów rolnictwa. Miały one jednocześnie zająć się szkoleniem zawodowym rolników praktyków, nauczycieli i personelu administracyjnego. W tym samym roku powzięto postanowienie o budowie kompleksu gmachów dla instytutów, określając równocześnie ich zadania naukowo-badawcze o charakterze praktycznym. 15 listopada 1902 roku odbyła się konferencja, z udziałem Komisarzy Ministerstwa Robót Publicznych oraz Finansów i Rolnictwa, dotycząca spraw organizacyjnych związanych z założeniem Instytutu. Władze miejskie Bydgoszczy zobowiązały się oddać pod budowę placówki teren na ówczesnym północno-wschodnim obrzeżu miasta i wytyczyć tam nowe ulice – Hohenzollernstrasse i Bülow Platz (dzisiejsze al. Ossolińskich i plac Weyssenhoffa). Miasto podjęło się również doprowadzenia wody i gazu oraz, w niedalekiej przyszłości, przekazania majątku dla celów doświadczalnych.
Na początku 1903 roku, radca budowlany Delius sporządził wstępny projekt zespołu. Przewidywał on powstanie trzech budynków, mieszczących instytuty naukowe:
1. Budynek główny z Instytutami Patologii Roślin i Melioracji (niem. Pflanzenpatchologische und Meliorationenstechnische Institut)
2. Budynek Instytutu Higieny Zwierząt (niem. Tierhygienisches Institut)
3. Budynek Instytutu Rolniczo-Chemicznego i Bakteriologicznego (niem. Agrikultur – Chemisches und Bakteriologisches Institut).

Obok nich zaprojektowano obiekty o charakterze pomocniczym: dwa budynki inwentarskie, dwie szklarnie, stodołę oraz trzy domy mieszkalne.
Prace budowlane rozpoczęto w kwietniu 1903 roku, a wiosną 1906 roku oddano już do użytku część gmachów. Równocześnie były opracowywane projekty techniczne dla poszczególnych budynków, które sporządzili radca budowlany Andrae i krajowy inspektor budowlany Hirt. Oficjalne otwarcie Instytutu nastąpiło 11 czerwca 1906 roku, jednak faktyczny początek jego działalności nastąpił 1 lipca 1904 roku, kiedy to powierzono kierownictwo prof. dr. Gerlachowi z Rolniczej Stacji Doświadczalnej w Poznaniu. Pierwotna nazwa Instytutu brzmiała Landwirtschaftliche Versuchs und Forschunganstallten, we wrześniu 1906 roku została zmieniona na Kaiser Wilhelms Instituts für Landwirtschaft zu Bromberg, którą to nazwę Instytut nosił do końca I wojny światowej. Placówka była związana z towarzystwem naukowym Kaiser-Wilhelm Gesellschaft zur Förderung der Wissenschaften. W celu bezpośredniej kontroli, a także ściślejszego powiązania instytutu i władzami prowincji i innymi placówkami rolniczymi powołano do życia kuratorium, w skład którego wchodzili rolnicy, przedstawiciele obydwóch prezesów rejencji poznańskiej i bydgoskiej oraz dyrektor instytutu. Przewodniczącym kuratorium był każdorazowy prezes rejencji bydgoskiej.
Zgodnie z postanowieniami statutowymi instytut otrzymał zadania badawcze, doświadczalne, naukowe i doradcze. Odpowiadała temu struktura organizacyjna instytutu, składającego się z czterech wydziałów:
1. chemia rolna, bakteriologia i hodowla nasion
2. melioracja
3. choroby roślin
4. weterynaria

Systematyczne prace badawcze rozpoczęto w roku 1906, a już w roku 1908 przedstawiono wyniki badań w pierwszym tomie wydawnictwa. W latach następnych ukazywało się cztery – sześć zeszytów prac rocznie, które ukazywały się pod tytułem „Mittelungen des Kaiser Wilhelms Instituts für Landwirtschaft zu Bromberg”. Do ważniejszych osiągnięć naukowych bydgoskich instytutów należały m.in. rozpoznanie wirusa ziemniaczanego, roznoszonego przez mszycę żyjącą na drzewach brzoskwiniowych, zwalczanie gruźlicy bydła oraz określenie wpływu nawadniania i nawożenia pól na plony roślin. W 1912 roku oddziałowi chemii rolnej przydzielono gospodarstwo doświadczalne w Mochlu koło Bydgoszczy, gdzie prowadzono szeroko zakrojone badania nad odżywianiem i rozwojem roślin i zwierząt w warunkach naturalnych. Dysponowano także gospodarstwem doświadczalnym w Pęchowie oraz pozyskiwano właścicieli ziemskich do współpracy w przeprowadzeniu doświadczeń na ich polach.
Instytut im. cesarza Wilhelma w Bydgoszczy poza działalnością badawczą prowadził także ożywioną działalność dydaktyczną, w celu propagowania i wprowadzania wyników badań i doświadczeń do praktyki w rolnictwie. Odbywały się wykłady publiczne na różne interesujące i aktualne tematy, o których terminie donosiła prasa codzienna i fachowa oraz praktyki dla osób z wykształceniem przyrodniczym w celu dokształcania w dziedzinie botaniki rolniczej, bakteriologii, agrochemii, techniki melioracyjnej oraz chorób roślin i zwierząt. Do najwybitniejszych naukowców zatrudnionych w instytucie należeli m.in.: dyrektor placówki prof. dr Max Gerlach, zwany „królem kartofli na wschodzie”, prof. dr. Richard Schander, specjalista melioracji i osuszania łąk za pomocą roślin silnie trawiących wodę oraz prof. Freckmann. W instytucie zatrudniony był jako młody pracownik naukowy późniejszy profesor hodowli roślin uniwersytetu w Halle, dr Theodor Roemer.
W roku 1913 został zatwierdzony projekt zagospodarowania terenów leżących po przeciwnej stronie alei Ossolińskich, przeznaczonych na tereny wystawowo-handlowe Instytutu Rolniczego. Powstały wówczas projekty poszczególnych pawilonów, jednak wybuch I wojny światowej przerwał te prace i zamierzenie pozostało niezrealizowane. Pod koniec wojny, wobec rysującej się możliwości włączenia Bydgoszczy do odrodzonego państwa polskiego, przeniesiono w 1919 roku pracowników, kartoteki z wynikami badań, preparaty roślinne i urządzenia laboratoryjne prowizorycznie do Frankfurtu nad Odrą, a następnie do Gorzowa Wielkopolskiego. Nie przerwało to jednak działalności Instytutów w Bydgoszczy, gdyż strona polska kontynuowała pruskie tradycje w budynkach placówki.

### Okres międzywojenny 1920–1939
Po włączeniu w 1920 roku Bydgoszczy do odrodzonego państwa polskiego, nastąpił intensywny rozwój instytutu, który działał jako Państwowy Instytut Naukowo-Rolniczy do roku 1927. Od tego czasu placówka bydgoska stała się oddziałem Państwowego Instytutu Naukowego Gospodarstwa Wiejskiego w Puławach. Zasadniczo placówka kontynuowała prace badawcze Instytutu im. Cesarza Wilhelma. Została zreorganizowana na wzór uniwersytetu z czterema wydziałami: chemii rolnej, chorób roślin, higieny zwierząt i melioracji. Konkurencja silniejszego ośrodka nauk rolniczych, jakim był już wówczas Poznań, systematyczne ograniczanie jego samodzielności i zakresu prac badawczych, nie sprzyjały jednak rozwojowi Instytutu. Korzystne zmiany, m.in. znaczne wzmocnienie kadr naukowych, nastąpiły dopiero krótko przed II wojną światową, w związku ze zmianami administracyjnymi i włączeniem (w kwietniu 1938) Bydgoszczy w administracyjne granice Wielkiego Pomorza. Do roku 1939 w ramach oddziału funkcjonowały następujące placówki:
- Wydział Chemii Rolnej,
- Dział Hodowli Roślin,
- Wydział Chorób Roślin,
- Dział Melioracji (do 1932),
- Dział Mleczarski (do 1932,
- Dział Ekonomiki i Organizacji Rybactwa (do 1932),
- Wydział Zoohigieny (do 1935)

Placówka dysponowała polami doświadczalnymi, halami wegetacyjnymi, małym parkiem i stacją meteorologiczną. W okresie międzywojennym Instytut legitymował się licznymi osiągnięciami: w badaniach i zwalczaniu raka ziemniaczanego, którymi kierowali prof. Ludwik Garbowski i dr Piotr Leszczenko, wyhodowanie nowych odmian ziemniaka (dr Henryk Dołkowski), z dziedziny zoohigieny (prof. Kazimierz Panek), ichtiologii (prof. Włodzimierz Kulmatycki). W latach 1921–1924 dyrektorem placówki był twórca polskiej mikrobiologii prof. Kazimierz Bassalik, z którego inicjatywy w lutym 1923 roku powstał w Bydgoszczy oddział Polskiego Towarzystwa Przyrodników im. Mikołaja Kopernika – pierwszy w II Rzeczypospolitej oddział PTP w mieście nieuniwersyteckim, skupiający 58 miejscowych członków. Natomiast w latach 1922–1939 pracownikiem instytutu był prof. Włodzimierz Kulmatycki, który zorganizował i kierował pierwszą w Polsce placówką naukowo-rybacką. Pionierski charakter miały także jego badania nad zanieczyszczeniem wód ściekami. Przyczyniły się one do wydania zarządzeń państwowych, zabraniających zatruwania ryb w rzekach. W 1930 roku utworzył w Bydgoszczy pierwszą w Polsce naukową placówkę dla badania czystości wód śródlądowych. W roku 1922 owocem starań Instytutu było zorganizowanie w Bydgoszczy I Ogólnopolskiego Zjazdu Rolnego, na który przybyli najwybitniejsi przedstawiciele nauk rolniczych z całego kraju i z zagranicy.
W latach 1920–1922 w budynkach Instytutu funkcjonowała Akademia Rolnicza, która swoją działalność dydaktyczną rozpoczęła w listopadzie 1919 roku w Poznaniu. Akademia miała charakter quasi-akademicki, gdyż jej program obejmował 5 semestrów. Mimo to, dzięki znakomitej kadrze z całej Polski (Lwowa, Krakowa, Dublan, Poznania) i dobrym warunkom lokalowym, jak też miejscowej tradycji nauk rolniczych, dawała nadzieję rychłego awansu do rangi pełnej wyższej uczelni rolniczej. Niestety, konflikty z gospodarzem zespołu obiektów – Instytutem Nauk Rolniczych, jak też mało energiczne działania władz miejskich, niedocenianie potencjalnego znaczenia tej placówki w życiu miasta, spowodowały, że na początku roku szkolnego 1922/1923 Akademię przeniesiono do Cieszyna.

### Okres okupacji niemieckiej 1939–1945
W czasie okupacji niemieckiej dalej prowadzono prace badawcze, mimo że instytut poniósł znaczne straty. Jesienią 1939 roku, w masowych egzekucjach zginęło wielu naukowców, pracowników technicznych i administracyjnych, a wśród nich dyrektor – prof. dr Włodzimierz Kulmatycki.

### Okres powojenny po 1945 roku
W drugiej połowie 1945 roku wznowiono prace instytutu jako oddziału PINGW w Puławach. W latach 1945–1950 w oddziale bydgoskim działały następujące instytuty, wydziały i oddziały:
- Instytut Hodowli i Uprawy Roślin z czterema działami,
- Instytut Ziemniaka z czterema działami,
- Wydział Chorób Roślin z trzema działami,
- Instytut Agrochemii z trzema działami,
- Instytut Melioracji z dwoma działami,
- Instytut Badawczy Uprawy Buraka z czterema działami,
- Instytut Technologii Rolnej i Żywnościowej z czterema działami,
- Dział Rybacki z zakładem doświadczalnym i dwiema stacjami badawczymi,
- Dział Metodyki Badań Zootechnicznych.

W roku 1950 zapadła decyzja o likwidacji Państwowego Instytutu Naukowego Gospodarstwa Wiejskiego w Puławach i zaczęto tworzyć instytuty branżowe o węższej specjalności. Od 1951 roku organizowano w Bydgoszczy następujące oddziały nowo powstałych instytutów:
- Oddział Instytutu Uprawy, Nawożenia i Gleboznawstwa (od 1951)
- Oddział Instytutu Hodowli i Aklimatyzacji Roślin – Zakład Buraka i Innych Roślin Korzeniowych, Ogród Botaniczny, Pracownia Badań Raka Ziemniaczanego (od 1951)
- Oddział Instytutu Zootechniki (od 1951)
- Oddział Instytutu Melioracja|Melioracji i Użytków Zielonych (od 1953)
- Oddział Instytutu Fizjologii i Żywienia Zwierząt PAN (od 1955)
- Oddział Instytutu Ziemniaka (od 1966)
- Oddział Centralnej Biblioteki Rolniczej (od 1955)

Ponadto w latach 1951–1959 w ramach IUNG działała Pracownia Roślin Strączkowych, a w latach 1951-1960 prowadził działalność Oddział Instytutu Ochrony Roślin. Dodatkowo od 1945 r. prowadził działalność w Bydgoszczy Oddział Instytutu Weterynarii (od 1995 Państwowego Instytutu Weterynaryjnego). W latach 80. XX w. wzdłuż ul. Powstańców Wielkopolskich (w pobliżu ronda Wielkopolskiego) zbudowano nowe budynki służące instytutom, do których stopniowo przenoszono istniejące placówki naukowe.
W 1996 roku stan organizacyjny bydgoskich oddziałów poszczególnych instytutów przedstawiał się następująco:
- Instytut Hodowli i Aklimatyzacji Roślin w Radzikowie k. Warszawy (IHAR) – Oddział w Bydgoszczy. Prace oddziału koncentrowały się wokół zagadnień związanych z genetyką, hodowlą, cytologią, embriologią, fizjologią, biochemią, uprawą i nawożeniem, mechanizacją oraz zwalczaniem chorób i szkodników roślin korzeniowych (buraki cukrowe, pastewne, brukiew, rzepa, marchew pastewna i cykoria). W ramach oddziału funkcjonowały następujące zakłady i pracownie:
  - Zakład Genetyki i Hodowli Roślin Korzeniowych
  - Pracownia Biotechnologii
  - Pracownia Cytogenetyki i Hodowli
  - Zakład Chorób i Szkodników Roślin Korzeniowych
  - Pracownia Hodowli Odpornościowej
  - Pracownia Fitopatologii i Entomologii
  - Zakład Technologii Produkcji Roślin Korzeniowych
  - Pracownia Agroekologii
  - Pracownia Nasiennictwa
  - Pracownia Dokumentacji, Ekonomiki i Wdrożeń
  - Ogród Botaniczny – na terenie LKPiW
- Państwowy Instytut Weterynaryjny w Puławach – Oddział w Bydgoszczy. Problematyka badawcza oddziału dotyczyła przede wszystkim diagnostyki i zwalczania chorób zwierząt hodowlanych (koni, bydła domowego). W ramach oddziału funkcjonowały następujące zakłady i pracownie:
  - Zakład Chorób Koni
  - Zakład Badania Chorób Niedoborowych
  - Zakład Fizjopatologii Rozrodu i Gruczołu Mlekowego
  - Pracownia Biotechniki Rozrodu Zwierząt
  - Weterynaryjny Zakład Doświadczalny w Grabowie
- Instytut Ziemniaka w Boninie – Samodzielna Pracownia Chorób i Szkodników Kwarantannowych w Bydgoszczy. Problematyka badawcza tej jednostki dotyczyła odporności rodów i odmian ziemniaka na choroby grzybowe i bakteryjne
- Instytut Melioracji i Użytków Zielonych w Falentach – Oddział w Bydgoszczy. W oddziale prowadzono badania nad zużyciem wody przez rośliny uprawne i łąkowe przy zastosowaniu lizymetrów oraz badania dotyczące agromelioracji użytków rolnych
- Centralna Biblioteka Rolnicza w Warszawie – Oddział w Bydgoszczy. Już w 1906 roku księgozbiór Instytutu liczył 1700 tomów, a od roku 1955 stanowił oddział CBR w Warszawie. W 2004 roku Oddział CBR w Bydgoszczy został rozwiązany. Jego księgozbiór, liczący ok. 60 tys. woluminów, rozparcelowano między CBR w Warszawie i UKW w Bydgoszczy.

Po 1990 roku część budynków, w tym główny gmach, położony przy pl. Weyssenhoffa 11, zostały przekazane dla potrzeb Uniwersytetu Kazimierza Wielkiego w Bydgoszczy. W kolejnych latach zrealizowano kapitalny remont tych obiektów.
W roku 2010 w poszczególnych budynkach instytutu były umieszczone następujące wydziały UKW:
- budynek główny pl. Weyssenhoffa 11 – Wydział Matematyki, Fizyki i Techniki (Instytut Matematyki, Katedra Fizyki, Instytut Mechaniki Środowiska i Informatyki Stosowanej, filia Biblioteki Głównej)
- budynek al. Ossolińskich 12 – Wydział Nauk Przyrodniczych (Zakład Zoologii, Ekologii, Botaniki)
- budynek ul. Powstańców Wlkp 2 – Wydział Pedagogiki i Psychologii (Instytut Pedagogiki)

## Architektura
Budynki zespołu Instytutów Rolniczych w Bydgoszczy wzniesiono w formie nawiązującej do pruskiego stylu narodowego. Jest to w większości architektura eklektyczna, lecz uwzględnia również nowe trendy, które pojawiły się na początku XX wieku, m.in. historyzm malowniczy i secesję.
Wszystkie budynki są całkowicie podpiwniczone, piętrowe i kryte wielospadowymi dachami. Bryły budynków są rozczłonkowane ryzalitami, wykuszami i wieżyczkami. W opracowaniu elewacji użyto skontrastowanych partii czerwonej cegły i jasnego tynku. Pięknym elewacjom odpowiadają starannie zaprojektowane i wyposażone wnętrza.
Z uwagi na ilasty grunt, budynki Instytutu otrzymały fundamenty wykonane z ubijanego betonu zbrojonego szynami. Cokół głównego budynku został pokryty płytkami ze śląskiego granitu, a pozostałych budynków – z betonu. Dachy pokryto dachówką ceramiczną mniszką, natomiast hełmy i opierzenia wykonano z blach cynkowych oraz, częściowo, miedzianych. Nad piwnicami wprowadzono stropy ceglane na łuku odcinkowym, powyżej płaskie Ackermanna, a w poddaszu i domach mieszkalnych – drewniane.
W latach 2013–2015 większość kompleksu poddano pracom konserwatorskim. Konserwacja prowadzona była z zachowaniem w maksymalnym stopniu wszystkich oryginalnych elementów wystroju elewacji oraz materiałów: cegieł, sztukaterii, profili oraz wypraw tynkarskich. Ostatni budynek (ul. Powstańców Wielkopolskich 2) został poddany renowacji elewacji w 2020.

### Budynek główny – pl. Weyssenhoffa 11
Budynek główny wzniesiony centralnie, przy placu Weyssenhoffa jest największym obiektem zespołu. Pierwotnie pełnił funkcje reprezentacyjno-administracyjne, a jednocześnie mieścił Instytuty Patologii Roślin i Melioracji. Bryła budynku jest rozczłonkowana ryzalitami – środkowym i skrajnymi oraz zwieńczona wysokim dachem z wieżyczkami o baniastych hełmach. Środkowa wieża została zastąpiona tarasem widokowym, który wykonano w związku z planowanym urządzeniem terenów wystawowo-handlowych wokół Instytutu. Elewacja frontowa posiada układ symetryczny, a tylna natomiast – asymetryczny. W środkowym ryzalicie elewacji frontowej usytuowano oryginalne, dębowe drzwi główne z owalnym nadświetlem o kryształowych szybkach. Na ślemieniu umieszczono neobarokowy kartusz z symbolami rolnictwa; są to: ul z pszczołą oraz narzędzia rolnicze – szpadel, motyka i pług. Kartusz ujęto po bokach rogami obfitości z wysypującymi się owocami.
W piwnicach budynku znajdowała się kotłownia, magazyny szkła i chemikaliów, skład węgla oraz mieszkanie służby i palacza. Parter o charakterze reprezentacyjnym mieścił centralny hall ze schodami, gabinet dyrektora, pomieszczenie administracji, bibliotekę, laboratoria zoologiczne, chemiczne i botaniczne z zapleczami oraz salę mikroskopów. Na piętrze znajdowały się sale wykładowe na 126 i na 188 miejsc oraz duża amfiteatralna sala na 190 miejsc, wyposażona w stół doświadczalny i rzutnik. Oprócz tego na piętrze znajdowały się – pokój konferencyjny, biblioteka podręczna, sala rysunków oraz stacja meteorologiczna. Na poddaszu mieściła się pracownia fotograficzna z ciemnią oraz od frontu dwa mieszkania dla asystentów. Reprezentacyjny hall i korytarze nakryte zostały sklepieniami krzyżowymi. We wnętrzu zachowała się kuta balustrada klatki schodowej dekorowana stylizowanymi liśćmi akantu, wielobarwne lastrikowe posadzki o dekoracji geometrycznej oraz drewniany kasetonowy strop w auli. Koszt realizacji budynku wyniósł 212 tys. marek.

### Budynek Instytutu – ul. Powstańców Wielkopolskich 2
Budynek mieścił pierwotnie Instytut Higieny Zwierząt, zajmujący się zwalczaniem epidemii wśród zwierząt, kształceniem weterynarzy i rolników, a także produkcją szczepionek i surowic. Obiekt wyróżnia się proporcjonalnym kształtem bryły oraz malowniczością elewacji. Półkolisty tylny ryzalit klatki schodowej przypomina swym kształtem basztę. Instytut mieścił w piwnicach mieszkanie służby, kotłownię, chłodnię, pomieszczenie dla małych zwierząt doświadczalnych, wirówki inkubatory, mały piec utylizacyjny oraz pomieszczenie sterylizacji. Na parterze znajdowały się – sala wykładowa, sala operacyjna, laboratorium chemiczne, pomieszczenie wagi, laboratorium asystentów, kuchnia pożywek, pokój aseptyczny. Na piętrze – biblioteka z magazynem, preparatornia, pokój zbiorów, pomieszczenie makro- i mikrofotografii z ciemnią oraz dwa mieszkania asystentów. Na poddaszu umieszczono magazyny.
Wewnątrz zachowały się schody z kutą balustradą o neobarokowej dekoracji. Koszt realizacji budynku wyniósł 112 tys. marek.

### Budynek Instytutu – al. Ossolińskich 12
Budynek mieścił pierwotnie Instytut Rolniczo-Chemiczny i Bakteriologiczny, zajmujący się badaniem karmy dla zwierząt oraz nawożeniem roślin. Architektura budynku o masywnej ciężkiej bryle, różni się od pozostałych brakiem rozczłonkowania i oszczędniejszym detalem. W piwnicach znajdowały się – kotłownia, magazyn szkła i chemikaliów, zmywalnia z szafami do suszenia szkła oraz maszynownia z elektrycznymi maszynami wibracyjnymi służącymi do przygotowywania próbek. Znajdowały się tu także urządzenia do destylacji wody z instalacją rozprowadzoną po całym budynku. Na parterze znajdowały się pomieszczenia administracyjne przełożonego Instytutu, biblioteka z laboratorium chemicznym, główne laboratorium połączone z pomieszczeniami badań nad azotem i kwasem fosforowym, laboratoria dla praktykantów oraz laboratorium do badania cukru. Na piętrze umieszczono pokój pracy bakteriologii, salę mikrokopiowania, pokój sterylizacji, laboratorium hodowli roślin, pracownia elektrolityczna, sala zbiorów oraz sala wykładowa na 52 miejsca z zapleczem. Na poddaszu znajdowały się mieszkania asystentów i magazyny. Wewnątrz zachowała się balustrada klatki schodowej dekorowana wicią roślinną oraz znajdująca się przy wejściu na parterze mozaikowa posadzka z datą budowy „1904–1905” i przedstawieniem węża owiniętego wokół płodów rolnych.

### Domy mieszkalne
W zespole wykonano trzy domy mieszkalne. Dwa pierwsze, usytuowane przy al. Ossolińskich (nr 4/6 i 8/10) mieściły po dwa mieszkania dla wyższych urzędników, natomiast trzeci przy ul. Powstańców Wlkp. 4 przeznaczony był dla głównego ogrodnika i głównego księgowego. Mieszkania były trzypoziomowe; w późniejszym okresie podzielono je na mniejsze. Wszystkie budynki mieszkalne zaprojektowano jako podpiwniczone, piętrowe z użytkowym poddaszem, kryte wysokimi wielospadowymi dachami. Malowniczość bryły uzyskano wprowadzając wykusze, balkony, loggie i ryzality. Asymetryczne elewacje o secesyjnym charakterze zakomponowano jako dwubarwne – z cegły i tynku, z fragmentami muru pruskiego w poddaszach. W 2021 przeprowadzono remont budynku nr 4/6.

### Inne budynki
W głębi wewnętrznego dziedzińca znajdują się kolejne budynki, służące zwierzętom hodowlanym. Były to: budynek dla owiec i świń usytuowany w sąsiedztwie Instytutu Higieny Zwierząt oraz budynek dla koni i bydła, wzniesiony w sąsiedztwie Instytutu Higieny Zwierząt. Wyznaczono w nich strefy dla zwierząt chorych i zdrowych. Obydwa budynki pomimo zmiany funkcji, zachowały zasadniczy układ wnętrz, bryłę i elewacje. Architektura tych budynków w swoim charakterze nawiązuje do kompozycji architektury Instytutów, jest jednak oszczędniejsza w kształtowaniu brył i detalu.
Na terenie Instytutu znajdują się także dwie szklarnie. Większa, usytuowana centralnie w głębi dziedzińca, należała do Instytutu Rolniczo-Chemicznego i Bakteriologicznego, a mniejsza w części północno-wschodniej – do Instytutu Patologii Roślin. Wyposażone zostały w szyny kolejki dla wózków, umożliwiających wywożenie donic na zewnątrz; dachy przekryto szkłem zbrojonym drutem. Wewnątrz wykonano instalację grzewczą w postaci rur wzdłuż ścian bocznych oraz dachu, w celu topienia zalegającego śniegu.

### Ogrodzenie
Cały zespół oddzielony jest od ulic ogrodzeniem o długości 392 m, z trzema bramami i sześcioma furtkami. Powyżej podmurówki z cegły znajdowała się kuta krata z prętów zakończonych różnymi elementami zdobniczymi (ostrzami, grotami, lilijką, płomieniami, wolutami i dzbanuszkiem). Najciekawsze secesyjne formy ma krata przy domach mieszkalnych od strony al. Ossolińskich. Ogrodzenie zachowane jest w dobrym stanie, z wyjątkiem fragmentu przed budynkiem głównym – przekształconego przy zmianie układu ulicy i chodnika.

### Pola doświadczalne
Pola doświadczalne znajdują się we wschodniej części zespołu. Wewnątrz poprowadzono brukowe drogi dojazdowe oraz ścieżki piesze. Wprowadzono tam zieleń, związaną integralnie z architekturą. Zasadzono różnorodne gatunki drzew – dęby, buki, kasztanowce, klony, świerki, tuje oraz wiele odmian krzewów.